# Droit à l'alimentation
Le droit à l'alimentation est un droit humain protégeant le droit des personnes à se nourrir dans la dignité, ce qui implique qu'une nourriture suffisante est disponible, que les personnes ont les moyens d'y accéder et qu'elle répond adéquatement aux besoins alimentaires de l'individu. Le droit à l'alimentation protège le droit de tous les êtres humains d'être à l'abri de la faim, de l'insécurité alimentaire et de la malnutrition. Le droit à l'alimentation n'entraîne pas que les gouvernements aient l'obligation de distribuer gratuitement de la nourriture à tous ceux qui le souhaitent, ni le droit d'être nourri par l'État. Cependant, si des personnes sont privées d'accès à la nourriture pour des raisons indépendantes de leur volonté, par exemple, parce qu'elles sont en détention, en temps de guerre ou du fait de catastrophes naturelles, le droit oblige leur gouvernement à fournir directement de la nourriture.
Ce droit est inscrit dans le Pacte international relatif aux droits économiques, sociaux et culturels qui comptait 170 États parties en avril 2020. Les États qui signent le pacte s'engagent à prendre des mesures "au maximum de leurs ressources disponibles" pour parvenir progressivement à la pleine réalisation du droit à une alimentation adéquate, aux niveaux national et international,. Dans 106 pays, le droit à l'alimentation est garanti soit par le biais d'arrangements constitutionnels de formes diverses, soit par l'applicabilité directe en droit de divers traités internationaux dans lesquels le droit à l'alimentation est protégé.
Si les États sont tenus de respecter, de protéger et de réaliser le droit à l'alimentation, les difficultés pratiques à réaliser ce droit humain sont évidentes au vu de l'insécurité alimentaire vécue par plus d'un milliard de personnes dans le monde et les plaintes légales en cours dans des pays comme l'Inde,. Dans la plupart des pays, il existe non seulement une pénurie de nourriture et un manque d'infrastructure, mais aussi une mauvaise distribution et un accès inadéquat à la nourriture.

## Définition
Le Pacte international relatif aux droits économiques, sociaux et culturels reconnaît le « droit à un niveau de vie suffisant, y compris une alimentation adéquate », ainsi que le « droit fondamental d'être à l'abri de la faim ». La relation entre les deux concepts n'est pas simple. Par exemple, le fait d'être « à l'abri de la faim » (que l'Observation générale 12 qualifie de plus urgente et immédiate) pourrait être mesuré par le nombre de personnes souffrant de malnutrition et, à l'extrême, mourant de faim. Le « droit à une alimentation adéquate » est une norme beaucoup plus élevée, y compris non seulement l'absence de malnutrition, mais aussi l'ensemble des qualités associées à l'alimentation, y compris la sécurité, la variété et le respect de la dignité, bref tous les éléments nécessaires pour permettre une vie active et en santé.
S'inspirant de la définition ci-dessus, le Rapporteur spécial sur le droit à l'alimentation en 2002, l'a défini comme suit : 
Le droit d'avoir un accès régulier, permanent et sans restriction, soit directement, soit au moyen d'achats financiers, à une alimentation quantitativement et qualitativement adéquate et suffisante correspondant aux traditions culturelles des personnes auxquelles appartient le consommateur, et qui garantissent une alimentation physique et mentale, une vie individuelle et collective, épanouissante et dans la dignité d'une vie libérée de la terreur. VERIFIER[Quoi ?]
Cette définition comprend tous les éléments normatifs expliqués en détail dans l'Observation générale 12 du PIDESC, qui stipule : 
le droit à une alimentation adéquate est réalisé lorsque chaque homme, femme et enfant, seul ou en communauté avec d'autres, a physiquement et économiquement accès à tout moment à une nourriture suffisante ou aux moyens de se la procurer.

### Ce que n'est pas le droit à l'alimentation
Selon l'Organisation des Nations unies pour l'alimentation et l'agriculture, le droit à l'alimentation n'implique pas que les gouvernements aient l'obligation de distribuer gratuitement de la nourriture à tous ceux qui le souhaitent. 
Le droit à l'alimentation n'est pas un droit à une ration minimale de calories, de protéines et d'autres nutriments spécifiques, ni un droit à être nourri. Il s'agit de se voir garantir le droit de se nourrir, ce qui exige non seulement que la nourriture soit disponible - que le rapport production/population soit suffisant - mais aussi qu'elle soit accessible - c'est-à-dire que chaque ménage ait les moyens de produire ou acheter sa propre nourriture. Cependant, si des individus sont privés d'accès à la nourriture pour des raisons indépendantes de leur volonté, par exemple en raison d'un conflit armé, d'une catastrophe naturelle ou parce qu'ils sont en détention, la reconnaissance du droit à la vie oblige les États à leur fournir une nourriture suffisante pour leur survie,.

### Dimensions du droit à l'alimentation
L'ancien Rapporteur spécial sur le droit à l'alimentation, Jean Ziegler, a énoncé trois dimensions du droit à l'alimentation,.
- La disponibilité fait référence aux possibilités de se nourrir directement à partir de terres productives ou à partir d'autres ressources naturelles, elle concerne également les systèmes de distribution, de transformation et de marché fonctionnels qui peuvent transporter les aliments du site de production à l'endroit où ils sont nécessaires en fonction de la demande.
- L'accessibilité implique que l'accès à la nourriture sur le plan matériel et économique soit garanti. D'une part, l'accès économique signifie que la nourriture doit être abordable pour une alimentation adéquate sans compromettre les autres besoins de base. D'un autre côté, les personnes physiquement vulnérables, comme les malades, les enfants, les handicapés ou les personnes âgées doivent également avoir accès à la nourriture.
- L'adéquation implique que la nourriture doit satisfaire les besoins alimentaires de chaque individu, en tenant compte par exemple de l'âge, des conditions de vie, de la santé, de la profession, du sexe, de la culture et de la religion. Les denrées alimentaires doivent être sûres et des mesures de protection adéquates, tant publiques que privées, doivent être prises pour éviter la contamination des denrées alimentaires par altération et / ou par une mauvaise hygiène environnementale ou une manipulation inappropriée à différents stades de la chaîne alimentaire ; il faut également prendre soin d'identifier et d'éviter ou de détruire les toxines naturelles.

En outre, toute discrimination dans l'accès à la nourriture, ainsi que dans les moyens et les droits pour son achat, fondée sur la race, la couleur, le sexe, la langue, l'âge, la religion, l'opinion politique ou autre, l'origine nationale ou sociale, la propriété, la naissance ou toute autre situation constitue une violation du droit à l'alimentation.

### Normes relatives à l'alimentation
En ce qui concerne le droit à l'alimentation, la communauté internationale a également spécifié des normes convenues d'un commun accord, comme lors de la Conférence mondiale de l'alimentation de 1974, l'Engagement international de 1974 sur la sécurité alimentaire mondiale, l' Ensemble de règles minima pour le traitement des détenus de 1977, la Déclaration de 1986 sur le Droit au développement, la résolution 1987/90 de l' ECOSOC, la Déclaration de Rio de 1992 sur l'environnement et le développement et la Déclaration d'Istanbul de 1996 sur les établissements humains.

## Histoire du droit à l'alimentation

### Droit créance ou droit liberté
Il existe une distinction traditionnelle entre deux types de droits de l'homme. D'une part, des droits liberté ou abstraits qui sont respectés par la non-intervention. D'autre part, des droits créances positifs qui nécessitent des ressources pour leur réalisation. Cependant, la possibilité de distinguer clairement ces deux types de droits est de plus en plus contestée.
Le droit à l'alimentation peut donc être considéré comme une liberté d'obtenir de la nourriture par ses propres actions, et le droit créance d'être approvisionné en nourriture si l'on est incapable d'y accéder. Le droit liberté à la nourriture a été reconnu dès 1215 dans la Magna Carta d'Angleterre qui dit que : « Nul ne sera amendé jusqu'au point où il est privé de ses moyens de subsistance.».

### Évolution sur le plan international auxXXeetXXIesiècles
Quelques points de repères concernant l'adoption et la mise en œuvre du droit à l'alimentation à partir du milieu du XXe siècle :
- 1941 - Dans son discours sur les quatre libertés, le président américain Franklin D. Roosevelt inclut "être libéré de la misère"comme l'une des libertés[15] :
- Plus tard, cette liberté a fait partie de la Charte des Nations unies de 1945 (article 1 (3)).
- 1948 - La Déclaration universelle des droits de l'homme reconnaît le droit à l'alimentation comme faisant partie du droit à un niveau de vie suffisant :

"Toute personne a droit à un niveau de vie suffisant pour assurer sa santé, son bien-être et ceux de sa famille, notamment pour l’alimentation, l’habillement, le logement, les soins médicaux ainsi que pour les services sociaux nécessaires ; elle a droit à la sécurité en cas de chômage, de maladie, d’invalidité, de veuvage, de vieillesse ou dans les autres cas de perte de ses moyens de subsistance par suite de circonstances indépendantes de sa volonté. »(article 25).
- 1966 - Le Pacte international relatif aux droits économiques, sociaux et culturels, reprend la Déclaration universelle des droits de l'homme en ce qui concerne le droit à un niveau de vie suffisant et, en outre, reconnaît spécifiquement le droit d'être à l'abri de la faim. Le pacte, les États parties reconnaissent : "le droit de toute personne à un niveau de vie suffisant pour elle-même et sa famille, y compris une nourriture, un vêtement et un logement suffisants, ainsi qu'à une amélioration constante de ses conditions d'existence. Les Etats parties prendront des mesures appropriées pour assurer la réalisation de ce droit et ils reconnaissent à cet effet l'importance essentielle d'une coopération internationale librement consentie. article 11" 2. le droit fondamental qu'a toute personne d'être à l'abri de la faim", en adoptant "individuellement et au moyen de la coopération internationale, les mesures nécessaires, y compris des programmes concrets :" a) "Pour améliorer les méthodes de production, de conservation et de distribution des denrées alimentaires par la pleine utilisation des connaissances techniques et scientifiques, par la diffusion de principes d'éducation nutritionnelle et par le développement ou la réforme des régimes agraires, de manière à assurer au mieux la mise en valeur et l'utilisation des ressources naturelles;" b) en assurant "une répartition équitable des ressources alimentaires mondiales par rapport aux besoins, compte tenu des problèmes qui se posent tant aux pays importateurs qu'aux pays exportateurs de denrées alimentaires."
  - 1976 - Entrée en vigueur du Pacte.
  - 1987 - Création du Comité des droits économiques, sociaux et culturels qui supervise l'application du Pacte et commence une interprétation plus juridique du Pacte.
  - 1999 - Le Comité adopte l'Observation générale n ° 12 « Le droit à une alimentation adéquate », décrivant les diverses obligations des États découlant du Pacte concernant le droit à l'alimentation[9].
  - 2009 - Adoption du Protocole facultatif au Pacte international relatif aux droits économiques, sociaux et culturels, rendant le droit à l'alimentation justiciable au niveau international.
- 1974 - Adoption de la Déclaration universelle sur l'éradication de la faim et de la malnutrition à la Conférence mondiale de l'alimentation[16].
- 1988 - Adoption du droit à l'alimentation dans le Protocole additionnel à la Convention américaine relative aux droits de l'homme dans le domaine des droits économiques, sociaux et culturels (le « Protocole de San Salvador »).
- 1996 - L'Organisation des Nations unies pour l'alimentation et l'agriculture (FAO) organise le Sommet mondial de l'alimentation de 1996 à Rome, aboutissant à la Déclaration de Rome sur la sécurité alimentaire mondiale.
  - 2004 - La FAO adopte les Directives sur le droit à l'alimentation, offrant des orientations aux États sur la manière de mettre en œuvre leurs obligations en matière de droit à l'alimentation. La rédaction des directives a été lancée à la suite du Sommet mondial de l'alimentation de 2002[2].
- 2000 - Les Nations unies mettent en place une nouvelle "procédure spéciale", le mandat du Rapporteur spécial sur le droit à l'alimentation[17].
- 2000 - Adoption des objectifs du Millénaire pour le développement, dont l'objectif 1 : éliminer l'extrême pauvreté et la faim d'ici 2015.
- 2012 - La Convention sur l'assistance alimentaire est adoptée à la suite de la Convention sur l'aide alimentaire (1985 ?), Ce qui en fait le premier traité international juridiquement contraignant sur l'aide alimentaire.

Amartya Sen a reçu le prix Nobel en 1998 entre autres grâce à ses travaux montrant que la famine et la famine massive dans les temps modernes n'étaient généralement pas le produit d'un manque de nourriture, mais découle le plus souvent de problèmes dans les réseaux de distribution alimentaire ou de politiques gouvernementales.

## Aspects légaux
Le droit à l'alimentation est protégé par le droit international des droits humains et le droit humanitaire,.

### Dans le droit international
Le droit à l'alimentation est reconnu dans la Déclaration universelle des droits de l'homme de 1948 (article 25) comme faisant partie du droit à un niveau de vie suffisant et est inscrit dans le Pacte international de 1966 relatif aux droits économiques, sociaux et culturels (article 11). Le Protocole facultatif de 2009 se rapportant au Pacte international relatif aux droits économiques, sociaux et culturels rend le droit à l'alimentation justiciable au niveau international. En 2012, la Convention sur l'assistance alimentaire est adoptée, ce qui en fait le premier traité international juridiquement contraignant sur l'aide alimentaire.

### Traités internationaux
Elle est également reconnue dans de nombreux traités internationaux spécifiques aussi variés que la Convention sur le génocide de 1948 (article 2), la Convention de 1951 relative au statut des réfugiés (articles 20 et 23), la Convention de 1989 relative aux droits de l'enfant (Articles 24 (2) (c) et 27 (3)), la Convention de 1979 sur l'élimination de toutes les formes de discrimination à l'égard des femmes (articles 12 (2)) ou la Convention de 2007 relative aux droits des personnes handicapées (articles 25 (f) et 28 (1)).

### Traités régionaux
Le droit à l'alimentation est également reconnu dans les instruments régionaux, tels que le Protocole additionnel à la Convention américaine relative aux droits de l'homme dans le domaine des droits économiques, sociaux et culturels ou « Protocole de San Salvador » (article 12), 1990 Afrique Charte des droits et du bien-être de l'enfant, la Commission africaine des droits de l'homme et des peuples de 2001 reconnaît que le droit à l'alimentation relève de la Charte africaine des droits de l'homme et des peuples, et du Protocole de 2003 à la Charte africaine des Droits de l'homme et des peuples sur les droits des femmes en Afrique ou « Protocole de Maputo » (article 15). Il existe également de tels instruments dans de nombreuses constitutions nationales.

### Instruments juridiquement non contraignants
Il existe plusieurs instruments internationaux des droits de l'homme non juridiquement contraignants relatifs au droit à l'alimentation. Ils comprennent des recommandations, des lignes directrices, des résolutions ou des déclarations. Le plus détaillé est les Directives de 2004 sur le droit à l'alimentation. Ils constituent un outil pratique pour aider à mettre en œuvre le droit à une alimentation adéquate. Les Directives sur le droit à l'alimentation ne sont pas juridiquement contraignantes, mais s'inspirent du droit international et constituent un ensemble de recommandations que les États ont choisies sur la manière de s'acquitter de leurs obligations au titre de l'article 11 du Pacte international relatif aux droits économiques, sociaux et culturels. Enfin, la Constitution de 1945 de l'Organisation des Nations Unies pour l'alimentation et l'agriculture dispose que :
" Les Nations qui acceptent cette Constitution, étant déterminées à promouvoir le bien-être commun en favorisant une action séparée et collective de leur part dans le but de: relever les niveaux de nutrition et de vie... et ainsi... garantir à l'humanité la protection contre la faim... " (Préambule).

### Autres documents
En 1993, le Traité international sur la sécurité alimentaire est élaboré aux États-Unis et au Canada.
En 1998, une conférence sur une stratégie de consensus sur le droit à l'alimentation s'est tenue à Santa Barbara, Californie, États-Unis, avec des experts de la lutte contre la faim des cinq continents.
En 2010, un groupe d'organisations nationales et internationales a élaboré une proposition visant à remplacer la politique agricole commune de l' Union européenne[pas clair], qui devrait changer en 2013. Le premier article de la nouvelle politique alimentaire et agricole commune "considère la nourriture comme un droit humain universel, pas simplement comme une marchandise".

## Obligations de l'État
Les obligations des États liées au droit à l'alimentation sont bien établies dans le droit international. En signant le Pacte international relatif aux droits économiques, sociaux et culturels (PIDESC), les États sont convenus de prendre des mesures au maximum de leurs ressources disponibles pour parvenir progressivement à la pleine réalisation du droit à une alimentation adéquate. Ils reconnaissent également le rôle essentiel de la coopération et de l'assistance internationales dans ce contexte. Cette obligation a été réaffirmée par le Comité des droits économiques, sociaux et culturels (CESCR). Les signataires des Directives sur le droit à l'alimentation se sont également engagés à mettre en œuvre le droit à l'alimentation au niveau national.
Dans l'Observation générale no 12, le CESCR a interprété l'obligation des États comme étant de trois types : l'obligation de respecter, de protéger et de remplir :
1. Le respect implique que les États ne doivent jamais empêcher arbitrairement les gens d'avoir accès à la nourriture.
2. Protéger signifie que les États devraient prendre des mesures pour garantir que les entreprises ou les individus ne privent pas les individus de leur accès à une alimentation adéquate.
3. Réaliser (faciliter et fournir) implique que les gouvernements doivent s'engager de manière proactive dans des activités visant à renforcer l'accès des populations aux ressources et l'utilisation des ressources et les moyens pour assurer leur subsistance, y compris la sécurité alimentaire. Si, pour des raisons indépendantes de leur volonté, comme en temps de guerre ou après une catastrophe naturelle, des groupes ou des individus sont incapables de jouir de leur droit à l'alimentation, les États ont alors l'obligation de fournir ce droit directement[1].

Celles-ci ont de nouveau été approuvées par les États, lorsque le Conseil de la FAO a adopté les Directives sur le droit à l'alimentation.

Le PIDESC reconnaît que le droit d'être à l'abri de la faim requiert une coopération internationale et concerne les questions de production, d'agriculture et d'approvisionnement mondial. L'article 11 stipule que :
"Les États parties au présent Pacte... prennent, individuellement et dans le cadre de la coopération internationale, les mesures, y compris des programmes spécifiques, qui sont nécessaires: a) Améliorer les méthodes de production, de conservation et de distribution des denrées alimentaires en l'utilisation des connaissances techniques et scientifiques, en diffusant les connaissances sur les principes de la nutrition et en développant ou en réformant les systèmes agraires de manière à réaliser le développement et l'utilisation les plus efficaces des ressources naturelles; b) Tenant compte des problèmes tant alimentaires -pays importateurs et exportateurs de denrées alimentaires, pour assurer une répartition équitable des disponibilités alimentaires mondiales en fonction des besoins. "
La mise en œuvre du droit à des normes alimentaires au niveau national a des conséquences sur les constitutions, les lois, les tribunaux, les institutions, les politiques et les programmes nationaux, ainsi que sur divers sujets de sécurité alimentaire, tels que la pêche, la terre, la concentration sur les groupes vulnérables et l'accès aux ressources.
Les stratégies nationales de réalisation progressive du droit à l'alimentation doivent remplir quatre fonctions :
1. définir les obligations correspondant au droit à une alimentation adéquate, qu'il s'agisse d'obligations du gouvernement ou d'acteurs privés ;
2. améliorer la coordination entre les différentes branches du gouvernement dont les activités et les programmes peuvent affecter la réalisation du droit à l'alimentation ;
3. fixer des objectifs, idéalement associés à des indicateurs mesurables, définissant le délai dans lequel des objectifs particuliers doivent être atteints ;
4. prévoir un mécanisme garantissant que l'effet des nouvelles initiatives législatives ou politiques sur le droit[pas clair][2].

International
Le droit à l'alimentation impose à tous les États des obligations, non seulement envers les personnes vivant sur leur territoire national, mais aussi envers les populations d'autres États. Le droit à l'alimentation n'est réalisé que lorsque les obligations nationales et internationales sont respectées. D'une part, il y a l'effet de l'environnement international et, en particulier, le changement climatique, la malnutrition et l'insécurité alimentaire. D'autre part, la communauté internationale ne peut y contribuer que si des cadres juridiques et des institutions sont mis en place au niveau national.
Non-discrimination
En vertu de l'article 2 (2) du PIDESC, les gouvernements sont convenus que le droit à l'alimentation sera exercé sans discrimination fondée sur le sexe, la couleur, la race, l'âge, la langue, la religion, l'opinion politique ou autre, l'origine nationale ou sociale, la propriété, la naissance ou autre statut. Le CESCR souligne l'attention particulière qui doit être accordée aux agriculteurs défavorisés et marginalisés, y compris les agricultrices, dans un contexte rural.

## Adoption dans le monde

### Cadre légal

Pays qui élaborent ou ont adopté des lois-cadres sur le droit à l'alimentation (19).
A adopté une loi-cadre (10).
Loi cadre en cours d'adoption (10).

Une loi-cadre est une « technique législative utilisée pour traiter des problèmes intersectoriels ». Les lois-cadres sont plus spécifiques qu'une disposition constitutionnelle, car elles fixent des obligations et des principes généraux. Cependant, les autorités compétentes et la législation supplémentaire qui doivent encore déterminer des mesures spécifiques devraient être prise. L'adoption de lois-cadres a été recommandée par le Comité des droits économiques, sociaux et culturels en tant qu'« instrument majeur de la mise en œuvre de la stratégie nationale concernant le droit à l'alimentation ». Il y a dix pays qui ont adopté et neuf pays qui élaborent des lois-cadres sur la sécurité alimentaire ou le droit à l'alimentation. Cette évolution devrait s'accentuer dans les années à venir. Souvent, elles sont connues sous le nom de lois sur la sécurité alimentaire au lieu de lois sur le droit à l'alimentation, mais leur effet est généralement similaire.
Les avantages de la loi-cadre comprennent le fait que le contenu et la portée du droit peuvent être précisés, les obligations des acteurs étatiques et privés peuvent être précisées en détail, des mécanismes institutionnels appropriés peuvent être établis et des droits à des recours peuvent être prévus. Les autres avantages des lois-cadres comprennent : le renforcement de la responsabilité du gouvernement, le suivi, l'aide aux fonctionnaires du gouvernement à comprendre leur rôle, l'amélioration de l'accès aux tribunaux et la mise en place de mécanismes de recours administratifs.
Cependant, les dispositions relatives aux obligations et aux recours dans la loi-cadre existante ne sont pas toujours très complètes et ce qu'elles ajoutent à la justiciabilité du droit à l'alimentation n'est pas toujours claire.
En 2011, les dix pays suivants ont adopté une loi-cadre sur la sécurité alimentaire ou le droit à l'alimentation : Argentine, Bolivie, Brésil, Équateur, El Salvador, Guatemala, Indonésie, Nicaragua, Pérou et Venezuela. De plus, en 2011, les neuf pays suivants rédigeaient une loi-cadre sur la sécurité alimentaire ou le droit à l'alimentation : Afrique du Sud, Honduras, Inde, Malawi, Mexique, Mozambique, Paraguay, Tanzanie et Ouganda. Enfin, El Salvador, le Nicaragua et le Pérou sont en train de rédiger pour mettre à jour, remplacer ou renforcer leur loi-cadre.

### Dans les constitutions

Pays ayant le droit constitutionnel explicite à l'alimentation (23).
As a separate and stand-alone right (9).
En tant que droit distinct et autonome (9).
Remarque : le Brésil a les trois et l'Afrique du Sud les deux premiers; ils sont inclus dans chaque catégorie, mais comptés une fois pour le total.

Pays dans lesquels le droit constitutionnel à l'alimentation est implicite dans des droits plus larges, ou dans lesquels il est explicite dans des principes directeurs (41).
Implicit in broader constitutional rights (31).
Implicite dans des droits constitutionnels plus larges (31).
Remarque : l'Éthiopie, le Malawi et le Pakistan se trouvent dans les deux catégories; ils sont inclus dans chaque catégorie, mais comptés une fois pour le total.

Les constitutions peuvent prendre en compte le droit à l’alimentation ou certains de ses aspects de diverses manières. En 2011, 56 constitutions protègent le droit à l'alimentation sous une forme ou une autre ainsi que la Constitution de Genève depuis le 18 juin 2023,. Les trois principales catégories de reconnaissance constitutionnelle sont : en tant que droit explicite, tel qu'impliqué dans des droits de l'homme plus larges ou faisant partie d'un principe directif. En plus de ceux-ci, le droit peut également être indirectement reconnu lorsque d'autres droits de l'homme sont interprétés par un pouvoir judiciaire.

#### Explicite comme un droit de la sécurité alimentaire
Premièrement, le droit à l'alimentation est explicitement et directement reconnu comme un droit en soi ou comme faisant partie d'un droit de l'homme plus large dans 23 pays. Trois formes différentes peuvent être distinguées.
1. Les neuf pays suivants reconnaissent le droit à l'alimentation comme un droit distinct et indépendant : Bolivie, Brésil, Équateur, Guyana, Haïti, Kenya, Afrique du Sud, dans la Constitution provisoire du Népal (en tant que souveraineté alimentaire) et Nicaragua (en tant faim[pas clair]).
2. Pour un segment spécifique de la population, le droit à l'alimentation est reconnu dans dix pays. Des dispositions concernant le droit à l'alimentation des enfants sont présentes dans les constitutions de : Brésil, Colombie, Cuba, Guatemala, Honduras, Mexique, Panama, Paraguay et Afrique du Sud. Le droit à l'alimentation des enfants autochtones est protégé par la constitution du Costa Rica. Enfin, le droit à l'alimentation des détenus et des prisonniers est également reconnu dans la constitution sud-africaine.
3. Cinq pays reconnaissent explicitement le droit à l'alimentation comme faisant partie d'un droit de l'homme à un niveau de vie, une qualité de vie ou un développement adéquats : le Bélarus, le Congo, le Malawi, la Moldavie et l'Ukraine, et deux le reconnaissent comme faisant partie du droit au travail : Brésil et Suriname. Le XX.[Quoi ?] L'article de la Loi fondamentale hongroise reconnaît le droit à l'alimentation comme faisant partie du droit humain à la santé.

#### Principe implicite ou directif
Deuxièmement, les 31 pays suivants reconnaissent implicitement le droit à l'alimentation dans les droits de l'homme plus larges : Arménie, Azerbaïdjan, Belgique, Bolivie, Burundi, Cambodge, République tchèque, Congo, Costa Rica, Chypre, Équateur, El Salvador, Guinée équatoriale, Érythrée, Éthiopie, Finlande, Géorgie, Allemagne, Ghana, Guatemala, Guinée, Kirghizistan, Malawi, Pays-Bas, Pakistan, Pérou, Roumanie, Suisse, Thaïlande, Turquie, Venezuela.
Troisièmement, les treize pays suivants reconnaissent explicitement le droit à l'alimentation dans la Constitution comme principe ou objectif directif : Bangladesh, Brésil, Éthiopie, Inde, Iran, Malawi, Nigéria, Panama, Papouasie-Nouvelle-Guinée, Pakistan, Sierra Leone, Sri Lanka, Ouganda

### Applicable via le droit international

Pays qui ont ratifié le droit international dans lequel le droit à l'alimentation est reconnu et dans lesquels le droit international est en même temps primaire ou égal au droit national (103).
Direct applicability: ICESCR, CEDAW and CRC (95).
Applicabilité directe: PIDESC, CEDAW et CRC (95).

Dans certains pays, les traités internationaux ont un statut supérieur ou égal à la législation nationale. Par conséquent, le droit à l'alimentation peut être directement applicable via des traités internationaux si ce pays est membre d'un traité dans lequel le droit est reconnu. Ces traités comprennent le Pacte international relatif aux droits économiques, sociaux et culturels (PIDESC), la Convention sur l'élimination de toutes les formes de discrimination à l'égard des femmes (CEDEF) et la Convention relative aux droits de l'enfant (CRC). En excluant les pays dans lesquels le droit à l'alimentation est implicitement ou explicitement reconnu dans leur constitution, le droit est directement applicable dans au moins 51 pays supplémentaires via des traités internationaux.

### Obligations légales du PIDESC
PIDESC
Les parties au Pacte international relatif aux droits économiques, sociaux et culturels doivent tout faire pour garantir une nutrition adéquate, y compris légiférer à cet effet. Le Pacte fait désormais partie de la législation nationale de plus de 77 pays. Dans ces pays, la disposition relative au droit à l'alimentation dans le Pacte peut être invoquée devant un tribunal. Cela s'est produit en Argentine (dans le cas du droit à la santé).

Pays qui se sont engagés en faveur du droit à l'alimentation en ratifiant le Pacte international relatif aux droits économiques, sociaux et culturels (160),.
Ratified the Optional Protocol to the ICESCR (8).
A ratifié le Protocole facultatif au PIDESC (8).
Remarque : toutes les parties au protocole facultatif sont également membres du pacte.

Cependant, les citoyens ne peuvent généralement pas intenter de poursuites en utilisant le Pacte, mais ne peuvent le faire qu'en vertu du droit national. Si un pays n'adopte pas de telles lois, un citoyen n'a aucun recours, même si l'État a violé le pacte. La mise en œuvre du Pacte est suivie par le Comité des droits économiques, sociaux et culturels. Au total, 160 pays ont ratifié le Pacte. 32 autres pays n'ont pas ratifié le pacte, bien que 7 d'entre eux l'aient signé.
Protocole facultatif
En signant le Protocole facultatif au PIDESC, les États reconnaissent la compétence du Comité des droits économiques, sociaux et culturels pour recevoir et examiner plaintes d'individus ou de groupes qui prétendent que leurs droits en vertu du Pacte ont été violés. Cependant, les plaignants doivent avoir épuisé tous les recours internes. Le Comité peut « examiner », œuvrer à un « règlement amiable » en cas de violations graves ou systématiques du Pacte, il peut « inviter cet État partie à coopérer » et, enfin, peut « inclure un résumé des résultats de la procédure dans son rapport annuel ». Les sept pays suivants ont ratifié le Protocole facultatif au Pacte international relatif aux droits économiques, sociaux et culturels : Bolivie, Bosnie-Herzégovine, Équateur, El Salvador, Mongolie, Slovaquie et Espagne. 32 autres pays ont signé le protocole facultatif.

## Mécanismes pour réaliser le droit à l'alimentation
Le Rapporteur spécial sur le droit à l’alimentation, M. De Schutter, a demandé instamment que le droit à l’alimentation soit inscrit dans la loi, afin qu’il puisse être traduit en stratégies et institutions nationales. En outre, il a recommandé aux économies émergentes de protéger les droits des utilisateurs des terres, en particulier des groupes minoritaires et vulnérables. Il a également conseillé de soutenir la petite agriculture face aux mégaprojets de développement et d'arrêter la dégradation des sols et de l'eau par des changements massifs vers les pratiques agroécologiques. Enfin, l'expert de l'ONU a suggéré d'adopter une stratégie pour lutter contre la montée de l'obésité.
L'Article 11 des Nations unies sur le droit à une alimentation adéquate suggère plusieurs mécanismes de mise en œuvre. L'article reconnaît que les moyens les plus appropriés de mettre en œuvre le droit à une alimentation adéquate varieront inévitablement de manière significative d'un État à l'autre. Chaque État doit choisir sa propre approche, mais le Pacte exige clairement que chaque État partie prenne toutes les mesures nécessaires pour que chacun soit à l'abri de la faim et puisse jouir le plus rapidement possible du droit à une alimentation suffisante.
L'article souligne que le droit à l'alimentation exige le plein respect des principes de responsabilité, de transparence, de participation populaire, de décentralisation, de capacité législative et d'indépendance du pouvoir judiciaire. En termes de stratégie de mise en œuvre du droit à l'alimentation, l'article demande que les États identifient et abordent les problèmes critiques concernant tous les aspects du système alimentaire, y compris la production et la transformation des aliments, le stockage des aliments, la distribution au détail, la commercialisation et sa consommation. La stratégie de mise en œuvre devrait accorder une attention particulière à la nécessité de prévenir la discrimination dans l'accès aux magasins d'alimentation et au réseau de vente au détail, ou alternativement aux ressources pour la culture des aliments. Dans le cadre de leurs obligations de protéger la base de ressources alimentaires de la population, les États devraient prendre des mesures appropriées pour garantir que les activités du secteur privé et de la société civile sont conformes au droit à l'alimentation.
L'article note que chaque fois qu'un État est confronté à de graves contraintes de ressources, que celles-ci soient causées par un processus d'ajustement économique, une récession économique, des conditions climatiques ou d'autres facteurs, des mesures devraient être prises pour garantir que le droit à une alimentation adéquate est particulièrement respecté pour les groupes de population vulnérables et personnes.
L’idée de l’interdépendance et de l’indivisibilité de tous les droits de l’homme est un principe fondateur de l’ONU. Cela a été reconnu dans la Déclaration et le Programme d'action de Vienne de 1993, qui stipule que "tous les droits de l'homme sont universels, indivisibles et interdépendants et interdépendants". Le droit à l'alimentation est considéré comme lié en particulier aux droits de l'homme suivants : droit à la vie, droit à des moyens de subsistance, droit à la santé, droit à la propriété, liberté d'expression, liberté d'information, droit à l'éducation, liberté d'association et droit à l'eau. Les autres droits pertinents comprennent : le droit au travail, le droit à la Sécurité sociale, le droit à la protection sociale. et le droit à un niveau de vie suffisant.
Par exemple, selon le Comité chargé de superviser la mise en œuvre du PIDESC, « le droit à l'eau est une condition préalable à la réalisation d'autres droits de l'homme ». La nécessité d'avoir suffisamment d'eau pour avoir une alimentation adéquate est particulièrement évidente dans le cas des paysans. L'accès à des ressources en eau durables pour l'agriculture doit être garanti pour réaliser le droit à l'alimentation. Cela s'applique encore plus fortement à l'agriculture de subsistance.
En France, un collectif d'association porte depuis 2017 l'idée d'une sécurité sociale de l'alimentation afin de réaliser non seulement le droit à l'alimentation, mais aussi assurer une vie digne aux producteurs d'alimentation et le respect de l'environnement,.